# Мюллер, Виктор
Виктор Мюллер (нем. Victor Müller; 29 марта 1829, Франкфурт-на-Майне — 21 декабря 1871, Мюнхен) — исторический живописец.
Ученик сперва Антверпенской академии художеств, а потом Кутюра в Париже, по окончании своего образования работал до 1865 г. во Франкфурте-на-Майне, а затем, до конца своей жизни, в Мюнхене.
Писал картины на сюжеты, заимствованные из мифологии, средневековых легенд и произведений поэзии, отличаясь при этом благородным идеализмом и в особенности блестящим колоритом. Лучшими из его работ считаются: «Геро и Леандр», «Гамлет и Офелия», «Снегурочка у семи карликов», «Прогулка, из Фауста», «Ромео и Джульетта», «Тангейзер в гроте Венеры» и «Лесная нимфа».